# La Soirée avec monsieur Teste
 (mars 2015).
La Soirée avec monsieur Teste est un essai de Paul Valéry paru en 1896, dans lequel il exprime sa préoccupation au sujet du détachement de l'âme de la sensibilité. Ce livre suivrait le modèle du Discours de la méthode de Descartes, selon Michel Tournier, qui a vu dans ce roman un modèle pour les siens[réf. nécessaire].

## Préface
Paul Valéry rédige une préface à l'occasion de la deuxième traduction de l'essai en anglais. Il décrit le contexte de la création du personnage de Monsieur Teste : une période d'introspection caractérisée par une passion pour la littérature et la réflexion profonde, ainsi qu'une quête obsessionnelle de la précision et la compréhension. Valéry traversait une phase où il dédaignait les opinions et les conventions sociales, préférant se concentrer sur le développement de sa pensée.

« Je m’étais fait une île intérieure que je perdais mon temps à reconnaitre et à fortifier...
M.Teste est né quelque jour d’un souvenir récent de ces états. »